# Little Nellie Kelly
Little Nellie Kelly és una pel·lícula musical estatunidenca de Norman Taurog, estrenada el 1940 basada en el musical del mateix nom de George M. Cohan que va ser un èxit a Broadway el 1922 i 1923. El film va ser escrit per Jack McGowan i dirigida per Norman Taurog. El repartiment incluia Judy Garland, George Murphy, Charles Winninger i Douglas McPhail.
La pel·lícula és notable per incloure Judy Garland només en l'escena de mort a la pantalla, encara que reapareix a la pel·lícula: la filla del personatge que va morir.

## Argument
La noia irlandesa Nellie està enamorada de Jerry Kelly, tot i que el seu pare hi està en contra. Nellie i Jerry aviat es casen i tenen plans d'anar a Nova York, cosa que enfureix més el pare de Nellie. Tanmateix, la por de no veure mai més la seva filla convenç l'home de dirigir-se també als Estats Units. A Nova York, Jerry es fa policia, i sembla més fàcil que lluitar amb el seu sogre. La tragèdia es dona quan Nellie mor en el part.

## Repartiment
- Judy Garland: Nellie Kelly / Little Nellie Kelly
- George Murphy: Jerry Kelly
- Charles Winninger: Michael 'Mike' Noonan
- Douglas McPhail: Dennis Fogarty
- Arthur Shields: Timothy Fogarty
- Rita Page: Sra. Mary Fogarty
- Forrester Harvey: Moriarity
- James Burke: Sergent de policia McGowan
- George Watts: M. Keevan